# Ясниково
Ясниково — деревня в Сергиево-Посадском районе Московской области, в составе муниципального образования Сельское поселение Шеметовское (до 29 ноября 2006 года входила в состав Кузьминского сельского округа).

## Население
| 2002 | 2006 | 2010 |
| ---- | ---- | ---- |
| 10   | ↗12  | ↗14  |

## География
Ясниково расположено примерно в 33 км (по шоссе) на север от Сергиева Посада, по левому берегу реки Кубжи (левый приток реки Дубны), высота центра деревни над уровнем моря — 142 м.
Деревня связана автобусным сообщением с райцентром и соседними населёнными пунктами. На 2016 год в деревне зарегистрировано 8 садовых товариществ.